# Qoros
Qoros Auto är en kinesisk biltillverkare grundad 2007. Företaget är ett samriskföretag mellan kinesiska Chery Automobile och israeliska Israel Corporation.

## Historik
Det grundades som ett joint venture mellan Chery och Israel Corporation i december 2007 under namnet Chery Quantum Automotive Corporation (CQAC); namnet ändrades till Qoros Auto Co., Ltd. i november 2011. Qoros etablerades som ett 50-50 joint venture mellan Chery och Kenons dotterbolag Quantum. Kenon tog senare över Quantums andel, vilket gjorde de nuvarande partnerna Chery och Kenon Holdings,som kontrollerar Israel Corps investeringar. Etableringen av företaget ägde rum under en topptid i utvecklingen av Kinas bilindustri, efter landets anslutning till World Trade Organization och mitt i en fas av snabb tillväxt i fordonsproduktion och försäljning.
Qoros öppnade ett kontor i Shanghai i september 2008.
I oktober 2009 undertecknade Qoros ett samarbetsavtal med Magna Steyr.
I juni 2010 flyttade Qoros sin produktionsanläggning till Changshu Economic & Technological Development Zone efter en djupgående utvärdering.
I oktober 2011 slutfördes konstruktionen av den första prototypen. En formell avtäckningsceremoni hölls i Changshu, Jiangsu-provinsen, Kina.
Under 2017 tillkännagav Qoros ett uppehåll för återförsäljning av Qoros-fordon i hela Europa. De tittar dock på Sydamerika som en lovande marknad.
I början av 2018 hade det privata kinesiska konglomeratet Baoneng Investment Group förvärvat en andel på 51 procent i Qoros, vilket lämnade singaporeanska investeringsbolaget Kenon Holdings med en andel på 24 procent och Chery med en andel på 25 procent. Senare i januari 2019 överförde Kenon Holdings ägarandelen på 12 procent av sin andel på 24 procent i Qoros till Baoneng Investment Group för 1,56 miljarder RMB yuan (230 miljoner USD). Baoneng äger 63 procent av Qoros, Kenon Holdings äger 12 procent av Qoros och Chery Automobile fortsätter att äga 25 procent efter affären.
Från och med januari 2020 köpte Baoneng Investment Group PSAs monteringsfabrik som drivs av Changan PSA i Shenzhen, en södra kinesisk stad där PSA bygger DS-modeller. Changan PSA är ett 50-50 joint venture mellan PSA Group och den kinesiska biltillverkaren Changan Automobile. Changan sålde sin 50-procentiga andel i samriskföretaget med PSA till Baoneng för 1,63 miljarder yuan (234 miljoner USD).
I september 2020, Qoros 7, lanserades den första modellen av Qoros under Baoneng Investment Groups kontroll. Modellen var också flaggskeppsmodellen för Qoros, eftersom det är den största modellen som erbjuds av Qoros hittills.

### Försäljning

#### 2014
Försäljningen i Kina började i december 2013 och under de första fyra månaderna 2014 hade företaget sålt 1 490 Qoros 3-bilar. Sedanen ska få sällskap av en halvkombiversion i juli 2014. I augusti 2014 hade Qoros sålt 2 540 bilar. Qoros förväntas inte gå med vinst under de första åren, "som är vanligt för nybörjarföretag."
Den totala försäljningen för 2014, företagets första verksamhetsår, var under 7 000 bilar, långt under dess planerade kapacitet för 150 000 bilar. Detta ledde till en förändring i den högsta ledningen, inklusive ordföranden Guo Qian ersatt av Chery vicepresident och Jaguar Land Rovers styrelseordförande Chen Anning. I februari 2015 tillkännagav företaget en ny vd, tidigare General Motors verkställande direktör Phil Murtaugh. Murtaugh left the company after less than a year.

#### 2015
Under 2015 sålde Qoros 14 000 bilar.

#### 2016
Under 2016 ökade försäljningen av Qoros-bilar med 70 procent och uppgick till 24 188 för året.
Företaget hade planerat att sälja modeller i Europa och testade försäljning i Slovakien, men i april 2017 tillkännagav det formellt att det inte hade några planer på att sälja bilar i Europa under överskådlig framtid.

## Modeller

### Qoros 3
I december 2011 släppte företaget en bild av sin första prototyp, wsom gjorde sitt första offentliga framträdande på Geneva Motor Show i mars 2013 med förproduktionsmodellen Qoros 3 sedan, tillsammans med Qoros 3 Estate Concept och Qoros 3 Cross Hybrid Concept.
I september 2013 uppnådde Qoros 3 ett femstjärnigt betyg i Euro NCAP krocktest, vilket gör den till den första kinesiska bilen någonsin att uppnå ett sådant betyg. Den fick också det högsta betyget för säkerhet av alla bilar som granskats av Euro NCAP under 2013.
I november 2015 lanserades Qoros 5 på motormässan i Guangzhou i Kina, med försäljningen som började i mars 2016.

### Qoros 5
Qoros 5 är den andra bilmodellen från den kinesiska tillverkaren Qoros Auto, gemensamt (50%–50%) ägd av Kenon Holdings och Kinas Chery Automobile Company vid den tiden.
Den femdörrars CUV lanserades på Guangzhou Motor Show i november 2015.  Sales commenced in China early March 2016.

### Qoros Young
Qoros Young är en kompakt crossover från den kinesiska tillverkaren Qoros Auto, efter att Qoros innehav ägdes gemensamt (50%–50%) av Kenon Holdings och Kinas Chery Automobile Company, Qoros Young avslöjades som en rebadged version av Chery Tiggo 7.

### Qoros 7
Qoros 7 är den tredje originalmodellen av bil från den kinesiska tillverkaren Qoros Auto, under kontroll av Baoneng Investment Group vid den tiden.

### Produktgalleri

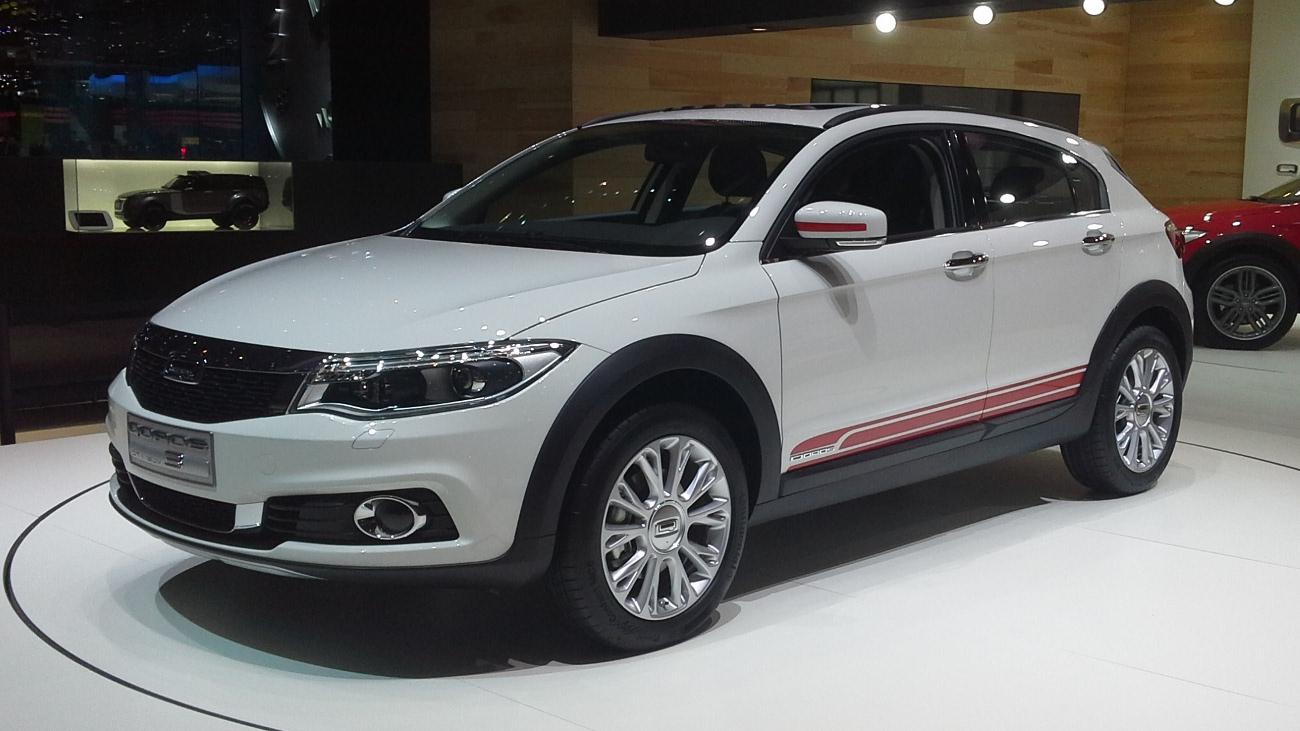
Qoros 3 City SUV
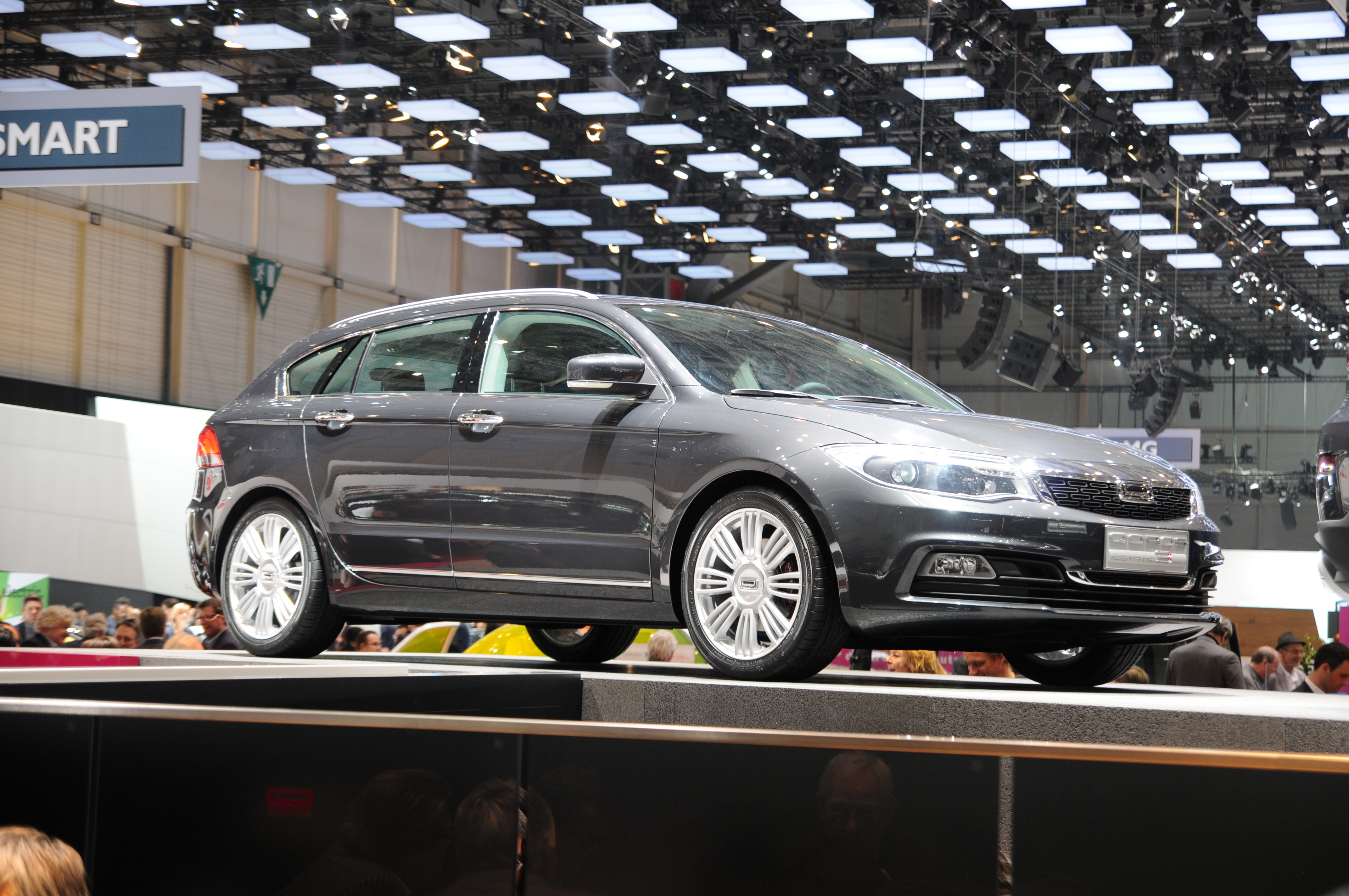
Qoros 3 Estate
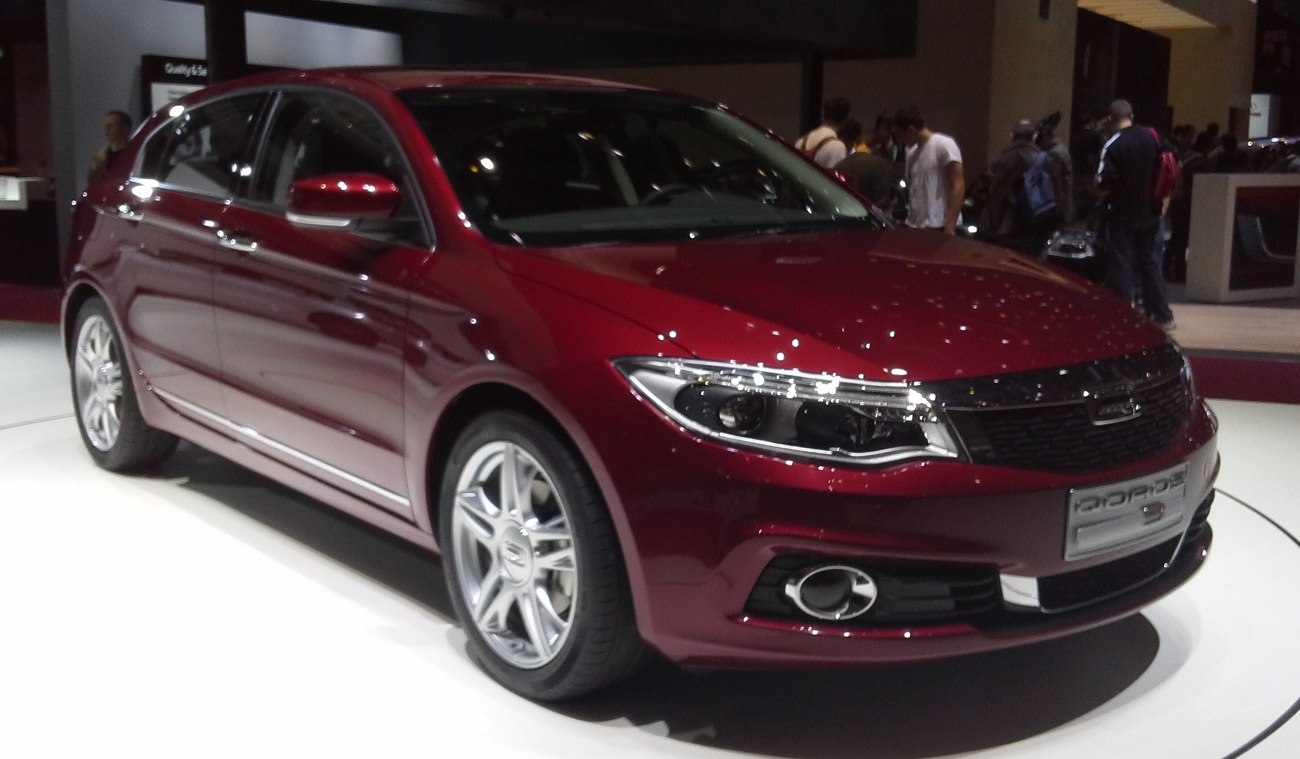
Qoros 3 Hatchback
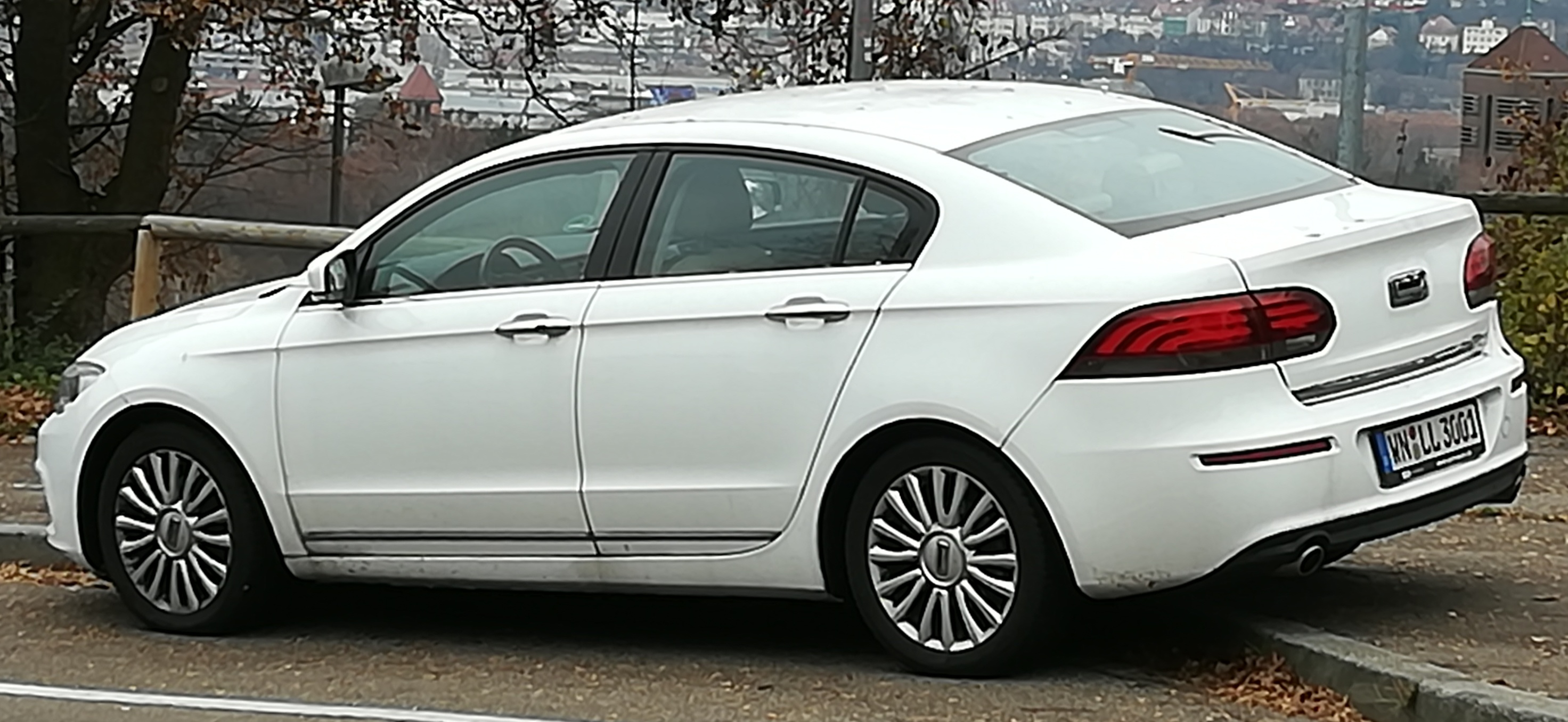
Qoros 3 Sedan
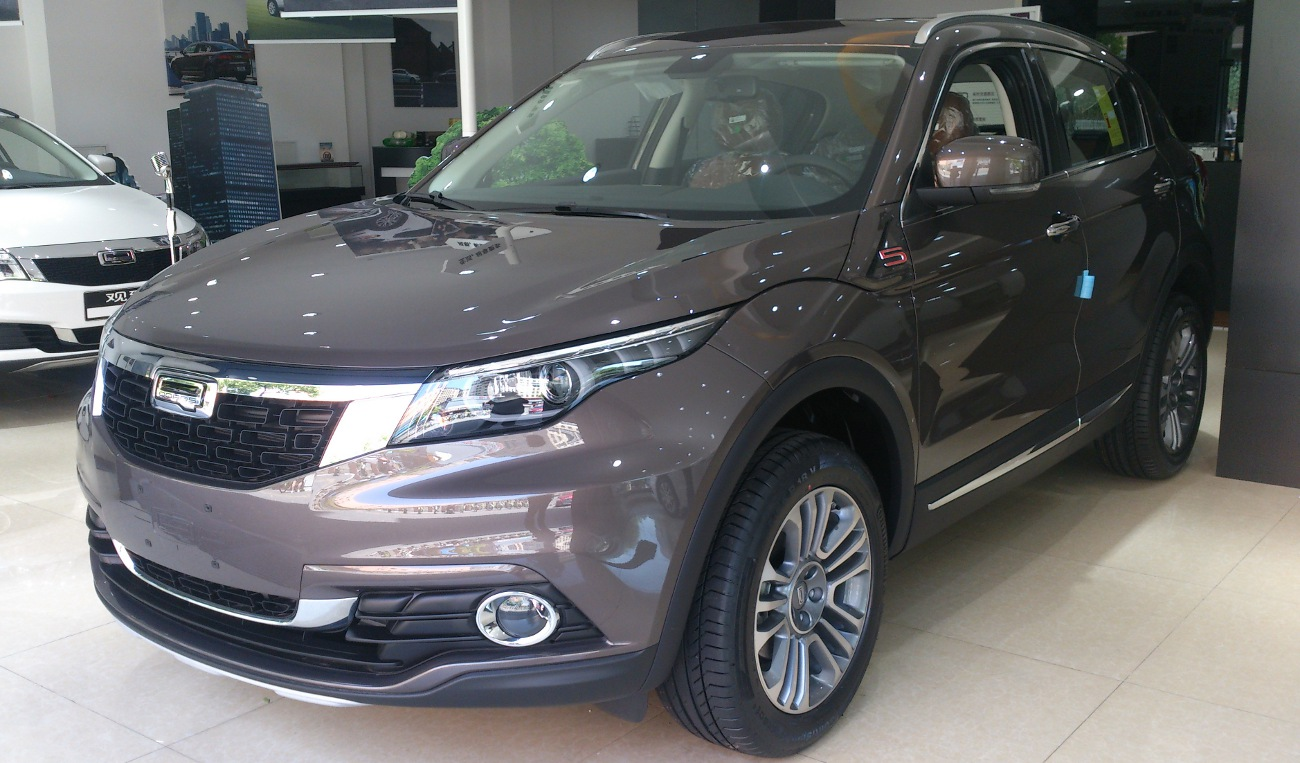
Qoros 5
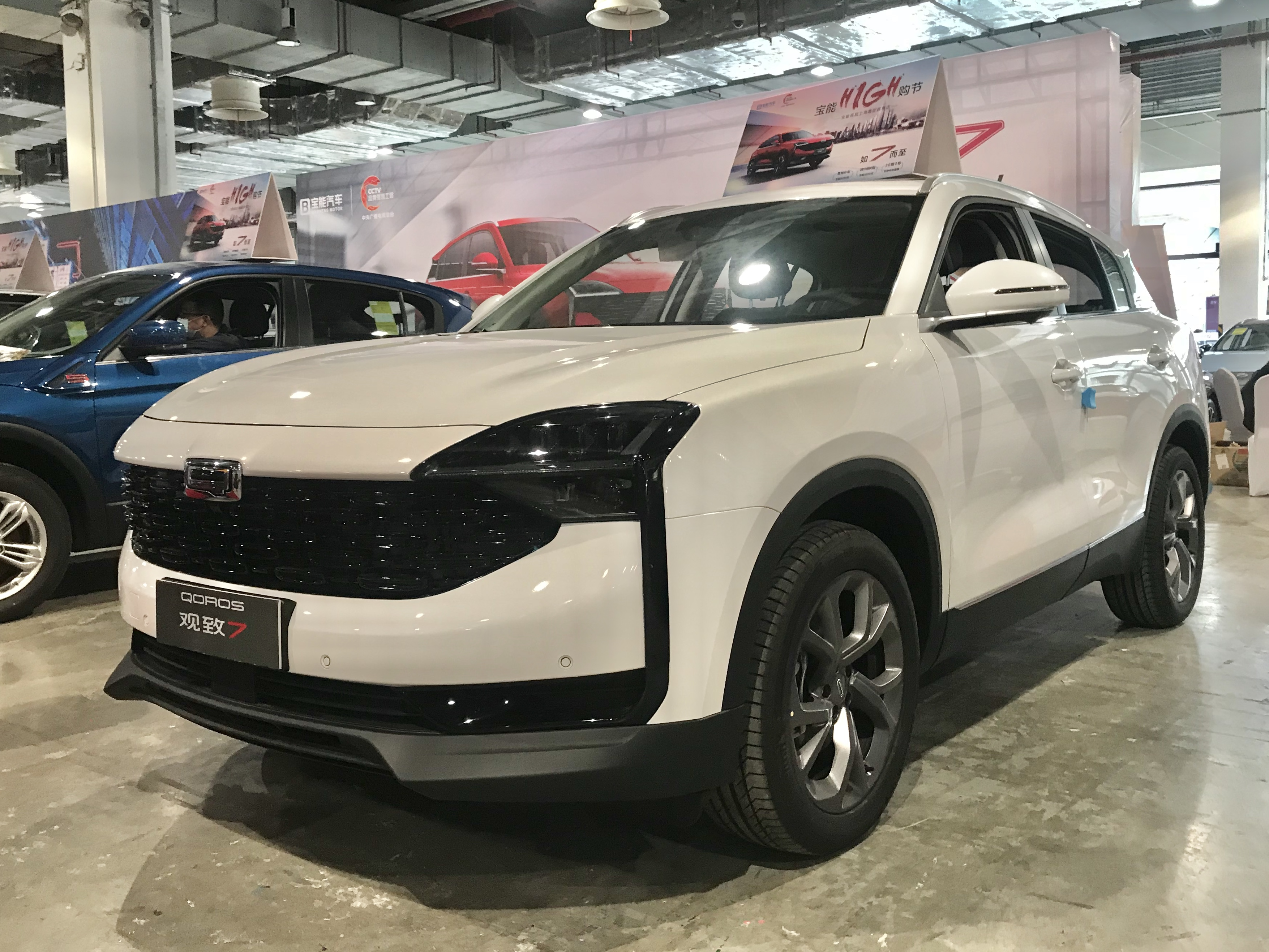
Qoros 7